# Круч
Кру́ч — деревня в Азовском немецком национальном районе Омской области, в составе Звонарёвокутского сельского поселения.
Основана около 1906 года.
Население — 350 чел. (2021)

## Физико-географическая характеристика
Деревня находится в лесостепной зоне Омской области, в пределах Ишимской равнины, являющейся частью Западно-Сибирской равнины). на высоте 97 метров. Рельеф местности равнинный. Гидрографическая сеть не развита: реки и крупные озёра в окрестностях населённого пункта отсутствуют. В окрестностях села распространены чернозёмы обыкновенные.
По автомобильным дорогам расстояние до административного центра сельского поселения села Звонарёв Кут — 9 км, до районного центра села Азово — 28 км, до областного центра города Омск — 33 км.
Часовой пояс
Круч, как и вся Омская область, находится в часовой зоне МСК+3. Смещение применяемого времени относительно UTC составляет +6:00.

## История
Основана около 1906 года в виде выселка из села Звонарёв Кут. До 1917 года — лютеранская деревня в составе Александровской, позже Новинской волости Омского уезда Акмолинской области. Вероятно, основателем выселка был некто Круч. В 1913 года насчитывалось 22 двора, в 1920 года.
4 января 1912 года попечитель Западно-Сибирского учебного округа разрешил открыть в деревне лютеранскую школу. 1 ноября 1912 года в молитвенном доме открылась школа.
С 1920 года центр Кручского сельсовета. В середине 1920-х годов открылось потребительское общество, имелись торговые лавки. Позже возникли ТОЗ, машинное товарищество, маслоартель. В 1929 году организован колхоз «III Интернационал». К 1939 году из 67 дворов деревни, 64 числились в колхозе. В 1951 году колхоз вошёл в состав колхоза имени К. Маркса (центр в селе Звонарёв Кут), а в 1957 года новое объединение вошло в совхоз «Сосновский». Лишение колхоза в Круче самостоятельности повлияло на сокращение численности жителей и учащихся в школе. В 1965—1966 учебном году в начальной школе было 32 ученика, в 1970—1971 — 20, в 1985—1986 — 13.
Стимулом для возрождения деревни стало образование Азовского немецкого национального района: в 1994—1995 годах в Круч из Казахстана переселилось 35 немецких семей. Проложен асфальт от деревни к областному центру. Построен водопровод, возведено новое здание школы, которое в 2013 году перепрофилировано в детсад. На 1 января 2013 года в деревне было 89 хозяйств.

## Население
| 1913 | 1920 | 1926 | 1989 | 2002 | 2006 | 2010 |
| ---- | ---- | ---- | ---- | ---- | ---- | ---- |
| 178  | ↗252 | ↗291 | ↘149 | ↗302 | ↗315 | ↗320 |
| 2013 | 2021 |      |      |      |      |      |
| ↗333 | ↗350 |      |      |      |      |      |

## Инфраструктура
Детский сад, библиотека, клуб, частные магазины.